# Undercover (album)
 For alternative betydninger, se Undercover. (Se også artikler, som begynder med Undercover)
Undercover er et album fra The Rolling Stones, der blev udgivet i 1983. Forgængeren var Tattoo You, der hovedsagelig bestod af resterende sange fra tidligere albums, så Undercover var det første album i 1980erne bestående af helt nye sange. Det var også The Rolling Stones forsøg på at følge med tidens trends.

## Historie
Indspilningerne begyndte i november 1982, lige efter bandets Europaturne, og blev fuldendt i New York i august 1983. Produktionen var langvarig og slidsom på grund af stridighederne mellem The Glimmer Twins (Mick Jagger og Keith Richards). Mens Jagger var indstillet på at prøve nye stilarter, ville Richards holde fast ved bandets rødder i rock ’n’ roll og blues. Dette tovtrækkeri ville blive tydeligere i de efterfølgende år. 
Teksterne på Undercover er blandt bandets mere dystre og makabre. Titelsangen, "Undercover of the Night"  var noget så sjældent som en politisk tekst fra The Rolling Stones, og fortæller om det hemmelige politis behandling af mennesker verden over, med specielt henblik på Latinamerika. 
Undercover blev varmt modtaget, da den udkom i november 1983. Mange kritikere var imidlertid negativt indstillet over bandets nye retning mod disco musikken, med blandt andet brug af synthesizer. Til trods for det fik den en tredje plads i England, og en fjerde plads i USA. Dette var relativt skuffende, da den dermed knækkede rækken af nummer et albums, der talte hele otte albums.

## Spor
- Alle sangene er skrevet af Mick Jagger og Keith Richards, undtaget hvor andet er anført.

1. "Undercover of the Night" – 4:32
2. "She Was Hot" – 4:41
3. "Tie You Up (The Pain Of Love)" – 4:16
4. "Wanna Hold You" – 3:52
5. "Feel On Baby" – 5:07
6. "Too Much Blood" – 6:14
7. "Pretty Beat Up" (Mick Jagger/Keith Richards/Ron Wood) – 4:04
8. "Too Tough" – 3:52
9. "All The Way Down" – 3:14
10. "It Must Be Hell" – 5:04

## Musikere
- Mick Jagger – Sang, Kor, Elektrisk Guitar, Mundharmonika
- Keith Richards – Elektrisk Guitar, Kor, Sang, Bass
- Charlie Watts – Trommer
- Ron Wood – Elektrisk Guitar, Kor, Bass, Slide Guitar
- Bill Wyman – Bass, Perkussion, Klaver
- Jim Barber – Elektrisk Guitar
- CHOPS – Horn
- Moustapha Cisse – Perkussion
- Brahms Coundoul – Perkussion
- Martin Ditcham – Perkussion
- Sly Dunbar – Perkussion
- Chuck Leavell – Keyboard, Orgel, Klaver
- David Sanborn – Saxoon
- Robbie Shakespeare – Bass
- Ian Stewart – Klaver, Perkussion

### Fodnote
1. ↑  Undercover of the Night